# Ecitocobius
Ecitocobius is een geslacht van spinnen uit de familie van de loopspinnen (Corinnidae).

## Soorten
- Ecitocobius comissator Bonaldo & Brescovit, 1998